# Alexander Kelly (Pianist)
Alexander Kelly (* 30. Juni 1929 in Edinburgh; † 23. Oktober 1996 in London) war ein schottischer Pianist und Musikpädagoge.
Kelly studierte ab 1946 an der Royal Academy of Music Klavier bei Harold Craxton und Komposition bei Lennox Berkeley. Er debütierte als Pianist in der Royal Festival Hall mit einem Klavierkonzert von Carl Philipp Emanuel Bach unter der Leitung von Thomas Beecham, spielte Beethovens Diabelli-Variationen in der Wigmore Hall und beim Edinburgh Festival und unternahm Konzertreisen durch Osteuropa, Asien und Neuseeland. Sein besonderes Interesse galt den Klavierwerken schottischer Komponisten wie Thomas Wilson, Robert Crawford, Martin Dalby, David Dorward, Thea Musgrave und John Purser. Zur Hochzeit mit der Cellistin Margaret Moncrieff (1957) komponierte Peter Wishart ein Klavierkonzert für ihn. Zu seinen Kammermusikpartnern zählten neben seiner Frau die Geigerin Jean Harvey, der Flötist William Bennett, der Sänger Duncan Robertson und später auch seine Tochter, die Cellistin Alison Moncrieff-Kelly.
Von 1960 bis 1994 war Kelly Professor an der Royal Academy of Music. Von 1984 bis 1992 leitete er das Department für Tasteninstrumente. Zu seinen zahlreichen Schülern zählten Michael Dussek, Vanessa Latarche, David Owen Norris, Jonathan Plowright, Jeremy Carter, Alan Gravill, Simon Murray, Graham Caskie, Tim Byram-Wigfield, Helen Burford, Simon Mulligan, Heather Chamberlain, Lincoln Noel, Stuart Hutchinson, Juliet Edwards, Danny Driver und Christian Roos.

## Quelle
- Independent, 20. November 1996: Obituary: Alexander Kelly

| Personendaten    | Personendaten                          |
| ---------------- | -------------------------------------- |
| NAME             | Kelly, Alexander                       |
| KURZBESCHREIBUNG | schottischer Pianist und Musikpädagoge |
| GEBURTSDATUM     | 30. Juni 1929                          |
| GEBURTSORT       | Edinburgh                              |
| STERBEDATUM      | 23. Oktober 1996                       |
| STERBEORT        | London                                 |